# 黄梅県
黄梅県（こうばい-けん）は中華人民共和国湖北省黄岡市に位置する県。

## 行政区画
- 鎮：黄梅鎮、孔壟鎮、小池鎮、下新鎮、大河鎮、停前鎮、五祖鎮、濯港鎮、蔡山鎮、新開鎮、独山鎮、分路鎮
- 郷：柳林郷、杉木郷、苦竹郷、劉佐郷